# 楠均
楠 均（くすのき ひとし 、1958年10月12日 - ）は日本のミュージシャン。北海道遠軽町出身。早稲田大学卒業。主にドラマーとして活動。Qujila、元KIRINJIメンバー。また、XNOX（クスノキス）、カイバレス名義でソロ活動を行う。